# Hydrillodes subtruncata
Hydrillodes subtruncata är en fjärilsart som beskrevs av Walter Karl Johann Roepke 1948. Hydrillodes subtruncata ingår i släktet Hydrillodes och familjen nattflyn. Inga underarter finns listade i Catalogue of Life.